# Trofeo Matteotti 2001
Il Trofeo Matteotti 2001, cinquantaseiesima edizione della corsa, si svolse l'8 luglio 2001 su un percorso di 188,5 km, con partenza e arrivo a Pescara, in Italia. La vittoria fu appannaggio dell'italiano Gianni Faresin, che completò il percorso in 4h47'06", alla media di 39,394 km/h, precedendo i connazionali Luca Mazzanti e Daniele De Paoli.

## Ordine d'arrivo (Top 10)
| Pos. | Corridore              | Squadra                      | Tempo    |
| ---- | ---------------------- | ---------------------------- | -------- |
| 1    | Gianni Faresin         | Liquigas-Pata                | 4h47'06" |
| 2    | Luca Mazzanti          | Fassa Bortolo                | a 0'04"  |
| 3    | Daniele De Paoli       | Mercatone Uno-Stream TV      | s.t.     |
| 4    | Roberto Sgambelluri    | Telekom                      | s.t.     |
| 5    | Giuliano Figueras      | Panaria-Fiordo               | s.t.     |
| 6    | Christian Charriere    | Phonak Hearing Systems       | a 0'09"  |
| 7    | Simone Masciarelli     | Cantina Tollo-Acqua e Sapone | s.t.     |
| 8    | Massimo Donati         | Tacconi Sport-Vini Caldirola | a 0'12"  |
| 9    | Alessandro Spezialetti | Cantina Tollo-Acqua e Sapone | a 1'13"  |
| 10   | Salvatore Commesso     | Saeco                        | a 1'26"  |